# Anna Järphammar
Anna Camile Järphammar, född 13 januari 1968 i Stockholms län, är en svensk entreprenör, journalist och fotograf samt tidigare fotomodell och skådespelare.

## Biografi
Järphammar har, sedan hon lämnade MTG efter närmare 18 år inom TV-branschen, utbildat sig till fotograf och kommunikationsstrateg och arbetade åren 2009–2011 som projektledare för en dokumentärfilm med arbetsnamnet Traffic.
År 2000 medverkade Järphammar i filmen Naken och var Head of News för MTG TV åren 2003–2008 samt ankare för nyhetsprogrammet Update på TV3, till dess att nyhetsavdelningen inom MTG lades ned 2008[källa behövs]. Hon har även producerat sportnyheter till Viasat Sports Sportcenter. När hon arbetat som projektledare inom MTG grundade hon bland annat bokförlaget Sonet Bokförlag 2006, efter att MTG sålt Brombergs förlag. 
Hon är utbildad inom journalistik och strategisk kommunikation och varit styrelseledamot i Medialedarna åren 2006–2008. Järphammar började på TV som hallåa i TV6 (nuvarande Viasat Nature/Crime), då profilerad som en "kvinnokanal". Innan dess hade hon arbetat som fotomodell för Stockholmsgruppen. I samband med att hon slog igenom i TV6 1994 gjorde hon en uppmärksammad reklamkampanj för IKEA.